# Бырангатталах-Кюёль
Бырангатталах-Кюёль (Баранаатталаах-Кюель) — крупное озеро эрозионно-термокарстового происхождения на Центральноякутской равнине (Лено-Вилюйское междуречье). Находится в 15 км к юго-востоку от села Мастах 2-го Люччегинского наслега на территории Кобяйского улуса Якутии, Россия.
Состоит из трёх плесов, вытянутых с северо-запада на юго-восток. Береговая линия изрезана, имеется множество мысов и заливов. Площадь водосбора 172 км², площадь зеркала 35,4 км², длина 14,7 км, ширина 4,29 км, максимальная глубина 5,3 м, средняя глубина около 2,8 м. Высота над уровнем моря — 116 м.
Замерзает в конце сентября-начале октября. Ледостав в среднем продолжается около 240 дней. Основное питание озера — атмосферные осадки.
К северо-востоку от озера располагаются Кобяйские тукуланы.
В озере обитают карась, пелядь, плотва, щука, окунь, гольян и другие виды рыб. «Бырангатта» в переводе с якутского означает «пелядь», которая водилась в озере в изобилии. Из-за сокращения численности пеляди, производится выпуск мальков пеляди и взрослых рыб, которые успешно приживаются в водоёме.
Озеро Бырангатталах-Кюёль — важный источник питьевой воды для местного населения, его вода используется для бытовых и хозяйственных нужд, для отдыха, рыболовства, водопоя животных и т. д.